# Telos IV
Telos IV je planeta ve fiktivním světě Star Wars. Nachází se v odlehlé části galaxie Vnějšího pásu na strategické pozici hydianské hyperprostorové cesty. Dalo by se říci, že je Telos IV jednou z nejvzdálenějších republikových planet od galaktického jádra.

## Popis
S hlavním městem Thani je Telos jedním z nejhezčích světů v galaxii Star Wars. Než byla planeta zničena bombardováním, byl povrch obdivován pro svou rozmanitost. I kvůli ní byl Telos vyhledávanou destinací pro trávení dovolené. Poté, co Ithoriané úspěšně obnovili obyvatelnost, byly na planetu z jiných světů (např. z Onderonu a Ithoru) dovezeny nové druhy rostlin a živočichů, které měly nahradit vyhynulé původní druhy.

## Historie

### Objevení
Planeta byla objevena a zkolonizována lidmi někdy mezi lety 5000 až 4000 před bitvou o Yavin (BBY) a pro svou strategickou polohu na ní byla umístěna mohutná republiková flotila vesmírných válečných lodí. Během Mandalorianských válek sloužila tato základna i jako centrála pro zemědělskou brigádu pro tuto oblast Vnějšího pásu, kam byli posíláni nováčci z výcviku Jedi, kteří propadli u zkoušek z ovládání Síly a byli z řádu vyloučeni. Díky těmto skutečnostem byla tato planeta v té době jednou z mála, která neměla vlastní vládu a spadala přímo pod správu Republiky.

### Zničení povrchu
V roce 3960 BBY nastal nejčernější den v historii planety, když Darth Malak přikázal svému admirálovi Saulu Karathovi prolomit bezpečnostní bariéru a umožnil tak Sithům zničit přes polovinu republikových lodí bez boje, za což ho Darth Revan jmenoval nejvyšším velitelem sithské flotily. Malak pak bez Revanova vědomí vydal ještě jeden rozkaz: kompletně zničit povrch bombardováním z oběžné dráhy. Značná část obyvatel planety byla vyhubena, ale mnohým se povedlo z toho pekla uprchnout v lodích, které ještě nebyly zničeny.
Uprchlíci z Telosu byli Republikou posláni dočasně na jiné válkou nezasažené světy, ale nakonec končili na pašeráckém měsíci Nar Shaddaa, který sice byl pod kontrolou Huttů, ale lidé tam byli v bezpečí aspoň před válkou, pouze museli snášet velmi hrubé a místy nelidské zacházení místních kriminálních bossů. Na Telosu byla před jeho zničením vybudována zavlažovací síť podobná té, jež funguje na Coruscantu, ale byla rovněž zničena, kromě jediné bombardováním nezasažené oblasti planety: severního pólu. Jediové do místní zpustlé závlahové budovy tajně přesunuli část jedijské akademie z Dantooine, o níž byli předem přesvědčeni, že ji Malak napadne. A dalo se předpokládat, že Sithové nenapadnou znovu už jednou zničenou planetu.

### Teloský projekt obnovy
Když Jedijská občanská válka skončila, na planetě se následkem série katastrof po bombardování zhroutil ekosystém a povrch se stal zcela neobyvatelný. Nově zvolený nejvyšší kancléř Republiky Cressa nařídil obnovu válkami kompletně zničených světů do původního stavu a Telos IV byl díky své důležitosti vybrán jako první pokus. Úspěch či neúspěch obnovy měl ukázat galaxii, zda zničené světy mají šanci na záchranu a zda jsou miliardy kreditů vynaloženy na tento projekt účelně.
Planeta byla rozparcelována na mnoho zón obnovy oddělených od sebe kilometry dlouhými atmosférickými štíty. Ty byly udržovány generátory na "Stanici Citadela", což byla obří družice obepínající z oběžné dráhy půl povrchu planety, která zároveň sloužila jako dočasný domov pro uprchlíky, jimž se povedlo se na planetu po válce vrátit. Na vedení projektu vybrala teloská rada Ithoriany v čele s Chodo Habatem, kteří byli po galaxii známí smyslem pro ekologii a už v minulosti vedli obří projekty biologického inženýrství. Ithoriané pomocí štítů stabilizovali atmosféru v několika vybraných zónách a pustili se v nich pro začátek do nasazování odolných forem flory i fauny do místní krajiny.
V roce 3951 BBY se projekt dostal do problémů díky nátlaku různých zločineckých organizací jako Centrála (Exchange) a hlavně zbrojní a těžební společnosti Czerka, jež měla s planetou své vlastní záměry. Poté, co byla zničena stanice Peragus, odkud se na Telos sváželo palivo pro pohon celé Citadely, na planetu dorazila na lodi Ebon Hawk bývalá rytířka Jedi, obecně označovaná jako Vypovězená. Pomohla Ithorianům vyřešit problém s Centrálou i s Czerkou, jež usilovala o nabytí kontroly nad celým projektem korupcí na nejvyšších místech teloské politické reprezentace, najímáním armády žoldnéřů pro zastrašení zaměstnanců projektu a obyvatel Telosu, a zejména krádeží náhradního droida, jenž byl sestrojen speciálně pro potřeby projektu, když ten původní záhadně zmizel. Czerka ve skutečnosti usilovala o jediné: dostat povolení k neomezenému cestování po povrchu, kam byl vstup zakázán dokonce i Ithorianům.
Vypovězená i se svými společníky Kreiou a Attonem Randem se však za odměnu na povrch přece jen dostala, aby nalezla svou ukradenou loď. Nakonec dorazila do podivné nelegální továrny pod kontrolou Czerky, a také narazila na opuštěnou hydrostanici na severním pólu, kde jedijská mistryně Atris tajně vybudovala Akademii, v níž se měl obnovit zničený řád Jedi. Republiková armáda pod velením zdejšího rodáka Cartha Onasiho činy Vypovězené bedlivě sledoval. Dokázala například zařídit dodávky paliva na pohon stanice od Voggy Hutta na Nar Shaddaa, jenž vlastnil přebytečné zásoby na Sleheyronu, a dokázala tím zachovat naději na úspěch projektu.
Ten však čelil dalšímu ohrožení, když byla Citadela napadena flotilou Sithů pod velením Darth Nihiluse. Ten byl Kreiou informován, že se na planetě nachází jedijská akademie, v níž by mohl ukojit svůj hlad po Síle. Pokud by uspěl, byl by Telos nenávratně ztracen. Vypovězená ho s partou spřátelených Mandalorianů a s podporou Onasiho republikové letky porazila. Po překonání této hrozby mohl projekt pokračovat a nakonec byl úspěšný. Obyvatelé se z Citadely mohli přesunout na povrch planety a tato obří družice mohla nakonec být rozmontována.

### Novodobá historie
Postupem času se z Telosu stala opět vyhledávaná turistická destinace, centrum umění a kultury. V prvním století BBY však došlo na planetě k sérii hladomorů a povstáním. Rada Jedi vyslala svého rytíře Xanatose a jeho učedníka Qui-Gon Jinna, kteří znali místní poměry dobře, na pomoc. Zjistili však, že guvernér Crion (otec Xanatose) chtěl zneužít jednání o humanitární pomoci sousedních systémů k jejich postupnému ovládnutí. Když se to provalilo, vypukla proti guvernérovi celoplanetární povstání, na jejíž potlačení najal Crion s Xanathem žoldnéře. Aby Qui-Gon Jinn zabránil krvavému masakru, zabil guvernéra Criona, ale vysloužil si tím jen Xanatosův hněv.
Ten byl již ale natolik zkažen otcovými plány na získání moci a bohatství, že ta událost způsobila jeho nevyhnutelný pád na temnou stranu Síly. Xanatos se dokonce pokusil spáchat v roce 44 BBY atentát v chrámu Jedi na Coruscantu, ale neuspěl. Získal si však lid, když dokázal sebe i svého otce postavit do role podvedených a nevinných v roli občanské války. Jeho činy však nenávratně poškodily planetu. Práce Ithorianů před čtyřmi milénii byla zničena tím, že Xanatos na planetu pozval cizí těžební společnosti, jež rychle zastavěly chráněné přírodní bohatství nekonečnými továrnami a znečistily je. Sám Xanatos pak unikl hněvu lidu a spravedlnosti, před níž ho měl postavit Qui-Gon Jinn a Obi-Wan Kenobi sebevraždou. Ty cizí společnosti se pojeho smrti staly vládnoucí elitou a postupně zničily veškeré zbytky nedotčené přírody.
Během Klonových válek byl Telos na straně separatistů, ale v době Impéria se postavil na stranu rebelů. Impérium odpovědělo trestným bombardováním povrchu.